# Bernadette Chirac
Bernadette Thérèse Marie Chirac (Paris, 18 de maio de 1933) é uma política francesa casada com Jacques Chirac. Foi primeira-dama entre 1995 e 2007, durante o mandato de seu marido. Desde 2001, está engajada em campanhas nacionais para o combate da AIDS.

## Biografia
Bernadette nasceu em Paris no dia 18 de maio de 1933; filha primogênita de Jean-Louis Chodron de Courcel (1907-1985) e Marguerite de Brondeau d'Urtières (1910-2000). A família era adepta ao catolicismo francês, um dos motivos da rígida educação que recebeu. 
Jean-Louis foi escalado para o Exército Francês em 1939 e mais trade foi aprisionado por alemães até 1945. Em 1940, Bernadette fugiu para Lot e Garone com a mãe, passando a estudar em Agen. Contudo, a família teve de se mudar para a região de Gien até o retorno de Jean-Louis, quando eles se estabeleceram no 6º arrondissement de Paris. Após o retorno para a cidade natal, Bernadette estudou no Institut d'Etudes Politiques de Paris, onde conheceu Jacques, seu futuro marido.